# Pila Leclanché

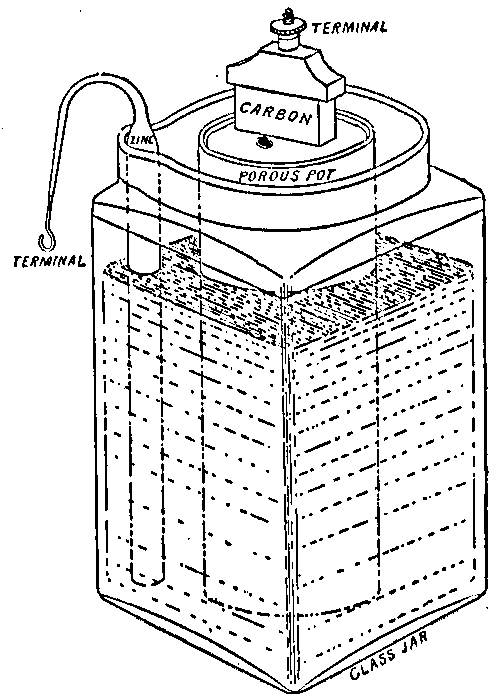
Una ilustración de 1919 de una pila o celda Leclanché.

La pila Leclanché o celda Leclanché es una celda electroquímica primaria que fue inventada y patentada por Georges Leclanché en 1866. Contenía una disolución conductora (electrolito) de cloruro de amonio, un cátodo (polo positivo) de carbono, un despolarizador de dióxido de manganeso, y un ánodo (terminal negativa) de zinc. La pila Leclanché era esencialmente una versión independiente de una batería de tierra, y su diseño fue bastante copiado. La química de esta celda fue más tarde adaptada con éxito para la fabricación de pilas secas

## Celda de vasija porosa
En la celda Leclanché original, el despolarizador, que consistía en dióxido de manganeso apelmazado, estaba empaquetado en una vasija porosa, y una barra de carbono se introducía en el centro para que actuase como cátodo. El ánodo, que era una barra de zinc, estaba sumergido junto con la vasija anterior en una disolución de cloruro de amonio. La disolución líquida actuaba como el electrolito, que penetraba a través de la vasija porosa para hacer contacto con el cátodo. 

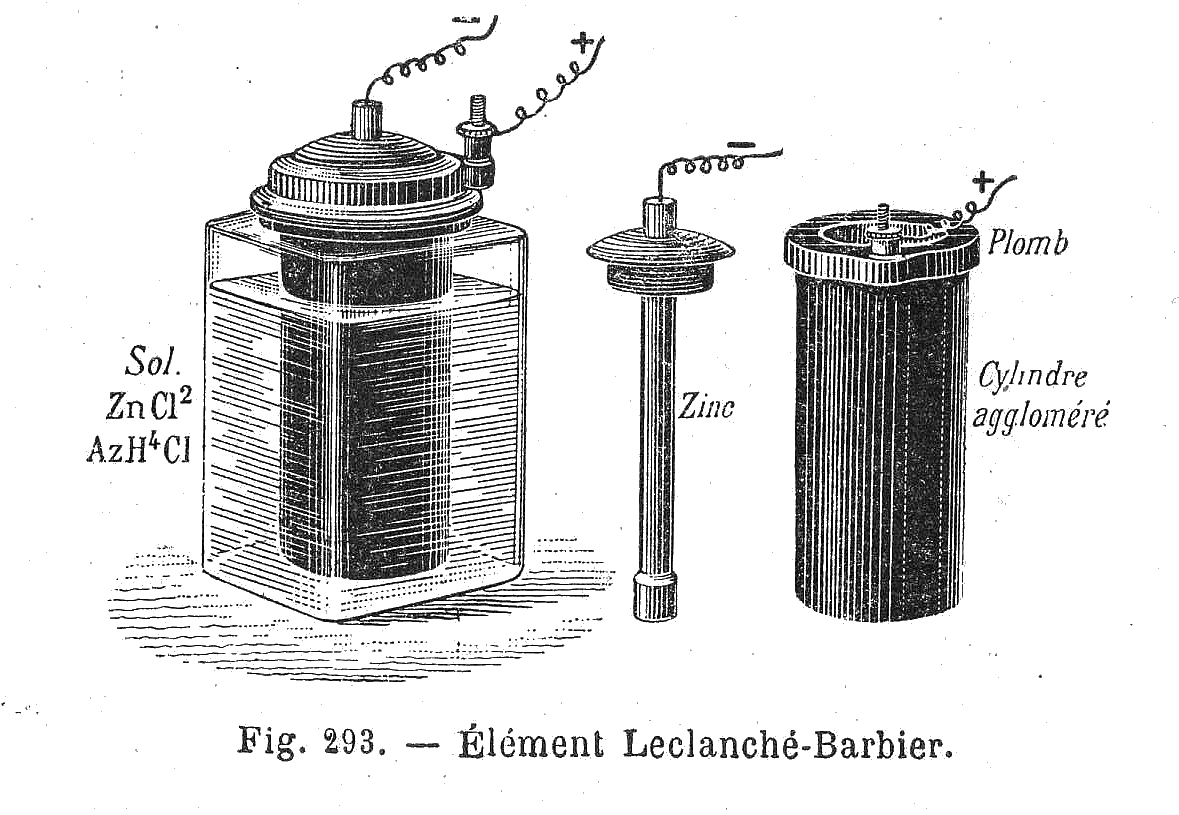
Otro diseño de la pila Leclanché, el elemento o celda Leclanché-Barbier, con el electrodo de zinc en el centro de un bloque de aglomerado que contenía el dióxido de manganeso.

## Celda de bloques de aglomerado
En 1871, Leclanché prescindió de la vasija porosa y la reemplazó por un par de "bloques de aglomerado", adjuntos a la placa de carbono por bandas de goma. Estos bloques estaban hechos de una mezcla de dióxido de manganeso con aglutinantes y presionando la mezcla en los moldes.

## Celda de saco
En esta celda la vasija porosa fue reemplazada por una envoltura de tela de saco o arpillera. Además, la barra de zinc fue sustituida por un cilindro de zinc para conseguir una mayor área superficial. . Tenía una menor resistencia interna que cualquiera de los anteriores (vasija porosa y bloques de aglomerado).

## Química de la pila Leclanché
El proceso químico que produce electricidad en una pila Leclanché comienza cuando los átomos de zinc en la superficie del ánodo se oxidan, es decir, pierden dos de sus electrones y quedan cargados positivamente como iones Zn2+. Como los iones zinc (II) son solubles en el electrolito, difunden y se alejan del ánodo, dejando a sus electrones en su superficie, por lo que el ánodo adquiere una carga más negativa que el cátodo. Cuando la célula se conecta en un circuito eléctrico externo, el exceso de electrones del ánodo de zinc fluye por el circuito hasta la barra de carbono que actúa de cátodo: este movimiento o flujo de los electrones forma la corriente eléctrica externa, capaz de ser usada para diferentes aplicaciones.
Cuando los electrones llegan a la barra de carbono, se combinan con el dióxido de manganeso y el agua, que reaccionan entre sí para producir óxido de manganeso (III) e iones hidróxido con carga negativa. Esto va acompañado de una reacción secundaria en la que los iones de hidróxido negativos reaccionan con los iones positivos de amonio presentes en el electrolito de cloruro de amonio para producir moléculas de amoníaco y agua.
Zn(s) + 2 MnO2 (s) + 2 NH4Cl(aq) → ZnCl2 (aq) + Mn2O3 (s) + 2 NH3 (aq) + H2O
Las semirreaciones de esta reacción redox son las siguientes:
| Electrodo (signo)           | Proceso químico                | Semirreacción                                      | Potencial (V) |
| --------------------------- | ------------------------------ | -------------------------------------------------- | ------------- |
| Ánodo (electrodo negativo)  | Oxidación del Zn               | Zn(s) → Zn2+(aq) + 2 e-                            | Eº=+0,76 V    |
| Cátodo (electrodo positivo) | Reducción del MnO2             | 2 MnO2(s) + H2O + 2 e- → Mn2O3(s) + 2 OH-          | Eº=+0,95 V    |
| Reacción en el electrolito  | Hidrólisis de los iones amonio | 2 OH- + 2 NH4Cl(s) → 2H2O + 2 NH3 (aq) + 2 Cl-(aq) |               |

## Aplicaciones
La fuerza electromotriz (fem) producida por una celda Leclanché está alrededor de 1,5 voltios con una resistencia de varios ohmios cuando se usa el diseño original con vasija porosa. Se aplicó muy extensamente en los comienzos de la telegrafía, para aplicaciones de señalización, timbres eléctricos y otros usos similares donde era necesaria una corriente intermitente y era deseable que la batería requiriese poco mantenimiento.
La pila Leclanché (o celda húmeda como también se la denomina) fue la precursora de la moderna pila seca de zinc-carbono.